# Chrysomyxa succinea
Chrysomyxa succinea är en svampart som först beskrevs av Pier Andrea Saccardo, och fick sitt nu gällande namn av Woldemar Tranzschel 1939. Chrysomyxa succinea ingår i släktet Chrysomyxa och familjen Coleosporiaceae.   Inga underarter finns listade i Catalogue of Life.